# Réinsertion (droit pénal)
La réinsertion des ex-détenus est le processus de réintégration dans la société des personnes condamnées. Elle constitue l'un des principaux objectifs de la pénologie moderne. Son objectif est d'éviter les récidives et multi-récidives,.
Les peines dites « alternatives » à la peine d'emprisonnement (sanctions communautaires, probation, etc.) impliquent également des mesures d'accompagnement des condamnés après la fin de leur peine.

## Méthodes
Une bonne réinsertion professionnelle et sociale des ex-détenus est facilitée par le fait que les détenus :
- ne soient pas placés dans des conditions qui mettent en danger leur santé et qu'ils puissent bénéficier de soins médicaux[2] ;
- ne soient soumis à aucune forme de mauvais traitements[2] ;
- soient capables de conserver des liens avec le monde extérieur[2] ;
- soient formés à des métiers ou professions pour faciliter leur insertion professionnelle future[2] ;
- disposent d'une législation claire encadrant l'utilisation de leur casier judiciaire[2],[1].

## Cadre législatif

### États-Unis
Le Code des États-Unis prévoit que le tribunal pénal condamne « en tenant compte du fait que l'emprisonnement n'est pas un moyen propre à faciliter l'amendement et la réinsertion ».

### Europe
Comme l'a recommandé le comité des ministres du conseil de l'Europe aux États membres le 21 juin 1984, « une politique criminelle orientée vers la prévention du crime et la réinsertion sociale des délinquants devrait être poursuivie et développée dans les États membres du Conseil de l'Europe. »
La Cour européenne des droits de l'homme a également rappelé au travers de divers jugements que, bien que l'un des buts des peines de prison reste la punition, la priorité de la politique pénale européenne est à présent la réinsertion, particulièrement dans le cas des longs emprisonnements.

#### France
Depuis 1945, « la peine privative de liberté a pour but essentiel l’amendement et le reclassement social des condamnés. » Depuis la loi du 22 juin 1987, le service public pénitentiaire a pour mission de favoriser la réinsertion sociale des personnes qui lui sont confiées par l’autorité judiciaire.

#### Allemagne
D'après le chapitre I, article 2, alinéa 2 de la loi fondamentale allemande, « chacun a droit à la vie et à l’intégrité physique. La liberté de la personne est inviolable. Des atteintes ne peuvent être apportées à ces droits qu’en vertu d’une loi. »

#### Italie
Selon l'article 27, la Constitution de l'Italie, « les peines ne peuvent consister en des traitements contraires aux sentiments d’humanité et elles doivent avoir pour but la rééducation du condamné. »

## Psychopathie et récidive
La récidive criminelle est fortement corrélée avec la psychopathie,,. Le psychopathe est défini par une gratification désinhibée dans les pulsions criminelles, sexuelles ou agressives et l'incapacité à apprendre des erreurs du passé. Les personnes atteintes de ce trouble gagnent la satisfaction par leur comportement antisocial et manquent de remords pour leurs actions,,.
Les études indiquent que les prisonniers diagnostiqués psychopathes ont une probabilité 2,5 fois plus élevée d'être libérés de prison que les autres détenus, même s'ils sont les plus susceptibles de récidiver.
Il a été démontré que les techniques de punition et de modification du comportement n'améliorent pas le comportement d'un psychopathe. La capacité des psychopathes à devenir plus rusés et à mieux dissimuler leur comportement a été fréquemment observée. Il a été suggéré par eux que les approches thérapeutiques traditionnelles rendent effectivement les psychopathes sinon pires, du moins beaucoup plus habiles à manipuler les autres et à dissimuler leur comportement. Ils sont généralement considérés comme étant non seulement incurables mais aussi non traitables,.
Les psychopathes ont aussi un sens nettement déformé des conséquences potentielles de leurs actions, non seulement pour les autres, mais aussi pour eux-mêmes. Par exemple, ils ne reconnaissent pas réellement le risque d'être pris, d’être incompris ou d'être blessés à la suite de leur comportement.